# مايكل هيرست (مؤرخ الفن)
مايكل هيرست (بالإنجليزية: Michael Hirst)‏ هو مؤرخ الفن بريطاني، ولد في 5 سبتمبر 1933، وتوفي في 14 ديسمبر 2017.